# Slavofilie

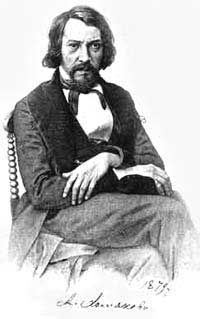
Aleksej Chomjakov, belangrijke grondlegger van de Slavofilie

Slavofilie (Russisch: Славянофильство, Slavjanofilstvo) is een Russische intellectuele en politiek-culturele beweging uit de negentiende eeuw, met sterke wortels in de literatuur, die zich verzette tegen de Westerse invloeden in Rusland en die vooral teruggreep op voor-Petrische, oud-Russische waarden, de herontdekking van het Igorlied, de mythen over de 'Russische ziel', de verheerlijking van de mir, het natuurlijke christendom van de boeren en het idee van de eenheid aller Slaven (het 'panslavisme'), alles onder autocratisch leiderschap van de tsaar. Boerse gewoonten (lindebasten schoenen, zelfgebreide wollen jassen, koolsoep en Kvas), houten boerenhuizen en kerken met uivormige torenspitsen, worden wel gezien als symbolisch voor de slavofilie. 
Als grondlegger van de slavofilie geldt Aleksej Chomjakov, belangrijke vertegenwoordigers waren onder anderen Ivan en Konstantin Aksakov, Nikolaj Gogol, Konstantin Leontjev, Fjodor Tjoettsjev en later Fjodor Dostojevski. Tegenstrevers waren de meer westers georiënteerde 'zapadniki', onder wie Pjotr Tsjadajev, Aleksandr Herzen en Vissarion Belinski.
De Slavofilie kreeg ook sterke voet aan de grond in Polen en Tsjechië, waar in 1848 te Praag een groot Slavistisch congres werd gehouden.